# Lamborghini LE3512

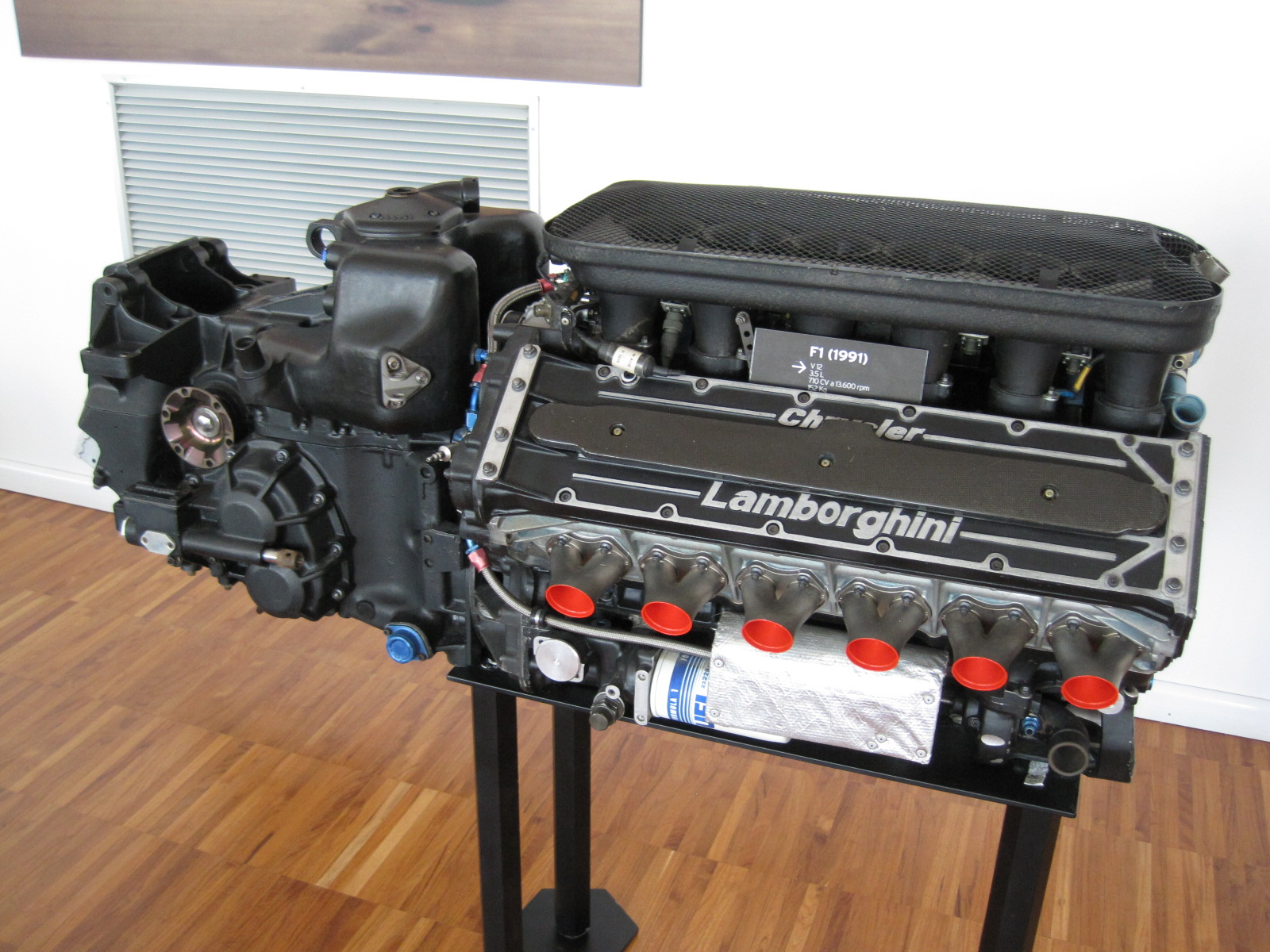
A motor a Lamborghini Múzeumban

A Lamborghini LE3512 egy atmoszferikus nyomáson működő, tizenkét hengeres szívómotor, amelyet a Lamborghini tervezett és épített a Formula–1-ben történő használatra. A motorokat 1989 és 1993 között használták.

## Áttekintés
A Lamborghini elhatározta, hogy beszáll a Formula–1-be azt követően, hogy a sportágban 1989-re betiltották a turbómotorokat. A Scuderia Ferrari korábbi mérnöke, Mauro Forghieri tervezte meg az új, 3,5L-es, V12-es elrendezésű motort, amelyet elsőként a Larrousse csapat kapott meg 1989-ben. Az egység kódneve LE3512 lett, amiben az LE a Lamborghini Engineering rövidítése, a 35 az űrtartalmat, a 12 pedig a hengerek számát jelképezi. A motorok hangját abban az időben a legszebbek között tartották számon. A Lamborghini szándékosan választott egy alsóházi csapatot a debütálásra (a Larrousse akkor még csak a harmadik idényét kezdte meg, ráadásul nem is önállóan, hanem a Lola kasztnijaival), mert még a fejlesztés elején jártak, amellett a nagyoknak már élő szerződése volt a nagy motorgyárakkal (a McLarennek a Hondával, a Williamsnek a Renault-val, a Benettonnak a Forddal, a Ferrari pedig maga fejlesztette a saját V12-eseit).
Annak ellenére, hogy már az első évében meglehetősen megbízhatatlan erőforrás volt, sokakat lenyűgözött. Legjobb eredménye a Philippe Alliot által elért ötödik helye volt a spanyol nagydíj időmérő edzésén, mindössze alig másfél másodperccel lemaradva a pole-időt elérő Ayrton Sennától. A versenyt végül a hatodik helyen fejezte be, amivel szerzett egy pontot, és a verseny negyedik leggyorsabb köre is az övé volt. Csapattársa, Michele Alboreto ehhez képest csak küszködött: egyetlen célbaérése volt a tizenegyedik helyen, többször kiesett, és volt, hogy a prekvalifikáció sem jött össze.
A következő évben érték el a motorral a legjobb eredményt, amikor az 1990-es kaotikus japán nagydíjon Szuzuki Aguri harmadikként ért célba. Ez volt az egyetlen dobogós eredményük. A motorral kapcsolatosan állandó probléma volt a megbízhatóság, végig amíg a sportágban volt. 1990-ben a Lotus csapatot is ők látták el motorral, majd 1991-ben a Ligiert és a Modena csapatot. Utóbbi lett volna a saját gyári csapatuk, azonban az utolsó pillanatban kiszálltak, a már meglévő struktúrák keretei között pedig egy félhivatalos gyári csapat versenyezte végig az évet. 1992-ben a Minardi és a Venturi (Larrousse) csapatot látták el, majd 1993-ban kizárólag a Larrousse-t.
1993-ban Bob Lutz, a Lamborghinit is tulajdonló Chrysler részéről megállapodott a McLaren csapatfőnökével, Ron Dennis-szel, hogy kipróbálhassák a motorjaikat saját autóikban. A McLaren akkor nem volt a legjobb helyzetben, mert a Honda kivonulása után gyári támogatás nélkül maradtak, a Ford ügyfélcsapataként. A csapat meg is építette a McLaren MP4/8B kódjelű autót, amelyet Ayrton Senna és Mika Häkkinen tesztelhettek Silverstone-ban és Estorilban. Senna hasznos tanácsokkal látta el a gyártót, hogy szerinte min kellene változtatni, de mindkét pilóta küszködött a megbízhatóság hiányával, mint általában. Végül arra jutottak, hogy az autó egyértelműen gyorsabb, mint a Ford V8-asaival. Mégsem jött létre megállapodás, mert a McLaren inkább a Peugeot V10-es motorjait választotta, bízván abban, hogy ez egy hosszabb távú, és stabilabb együttműködés lesz. A Lamborghini ennek ismeretében inkább kiszállt a sportágból az 1993-as idény végén.
Azok a csapatok, amelyek a motort használták, az autóik motorborításán a "Chrysler powered by Lamborghini" feliratot szerepeltették, kivéve a McLaren tesztautóján, mely egyszerűen csak Chryslerként nevezte meg. A Lamborghini LE3512 egyike volt a kevés V12-es motornak, amelyet ebben az időben használtak: a Ferrari 1989-1995 között, a Honda 1991-1992 között, a Yamaha 1991-1992 között, és a Porsche 1991-ben. Rajtuk kívül 12 hengeres motort csak a Life épített W12-es elrendezésben, valamint a Subaru egy 12 hengeres boxermotort.
A motort az 1991-es World Sportscar Championship során is használták a Konrad Motorsport autóiban. Nem volt hosszú életű az együttműködés, mert a Stefan Johansson és Franz Konrad által vezetett Konrad KM-11-es autó a Nürburgringen kvalifikálni sem tudott, Magny-Cours-ban pedig mindössze 18 kör után felmondta a szolgálatot.

## Statisztikák
A motor teljesítménye a következőképpen alakult:
- 1989 – 600 LE (447 kW) 11,200 fordulat/perc
- 1990 – 640 LE (477 kW) 13,000 fordulat/perc
- 1991 – 640 LE (477 kW) 13,600 fordulat/perc
- 1992 – 700 LE (522 kW) 13,800 fordulat/perc
- 1993 – 710 LE (529 kW) 13,800 fordulat/perc
- 1993 – 750 LE (559 kW) 13,800 fordulat/perc(McLaren teszt)

Formula–1-es statisztikái:
- 80 verseny (49 futamindulás)
- Első verseny: 1989-es Formula–1 brazil nagydíj
- A motort használó autók: Lola LC88C, Lola LC89, Lotus 102, Lola LC90, Ligier JS35, Lambo 291, Minardi M191B, Minardi M192, Venturi LC92, Larrousse LH93, McLaren MP4/8B
- Utolsó verseny: 1993-as Formula–1 ausztrál nagydíj
- Győzelmek: 0
- Pole pozíciók: 0
- Dobogós helyezések: 1
- Pontok: 20
- Legjobb időmérős helyezés: 5. hely (1989, Spanyolország)
- Legjobb konstruktőri helyezés: 6. hely (Larrousse, 1990, 11 pont)
- Legjobb egyéni helyezés: 12. hely (Szuzuki Aguri, 1990, 6 pont)